# 讀半邊
讀半邊，或称有邊讀邊，是一種漢字的讀字方法。來自於通俗的說法“有邊讀邊，沒邊讀中間”，即在讀生字時，只讀其熟識的一部分。由于漢字中形聲字較多，以及受這種傳統讀字法的影響等，造成的誤讀占了很大比重。如將“詣”讀成“旨”。
當字的一部分可以或幾乎可以表現發音的性質時，便可將這部分字建組。語言學家在很大程度上用此方法重建古漢語的讀音。只不過隨著時間的推移，表音性可能發生變化有所模糊。
此外，此現象在日語中也存在，稱為「百姓讀法」（日语：百姓読み），且部分誤讀在日語中成為了正式的發音，例如字本來的讀音是，但實際上的讀音卻因為只看右邊而變成。

## 外部連結
《与读半边有关的常用字》Archive.today的存檔，存档日期2013-10-09 冯寿忠，语言文字网。 